# Glavičice
Glavičice är ett samhälle i Bosnien och Hercegovina.   Det ligger i entiteten Republika Srpska, i den östra delen av landet, 110 km nordost om huvudstaden Sarajevo. Glavičice ligger 125 meter över havet och antalet invånare är 1 190.
Terrängen runt Glavičice är platt åt nordost, men åt sydväst är den kuperad. Närmaste större samhälle är Bijeljina, 17,8 km norr om Glavičice. 
Trakten runt Glavičice består till största delen av jordbruksmark. Runt Glavičice är det ganska tätbefolkat, med 104 invånare per kvadratkilometer.